# Mi-32
Mi-32 – projekt superciężkiego helikoptera, wykonany przez biuro konstrukcyjne Mila w 1982. Miał być on przeznaczony do transportu cywilnego i wojskowego na Syberię. Ładunek miał być transportowany na dźwigu. Planowany udźwig określano na maksymalnie 140 ton, np. części platform naftowych czy podzespoły do rakiet. Gdyby projekt zrealizowano, byłby to największy helikopter na świecie. 
Śmigłowiec miał bardzo oryginalną i nowatorską konstrukcję: w rzucie z góry kadłub miał kształt trójkąta, na rogach którego zamontowane miały być trzy ośmiołopatowe wirniki. Każdy wirnik miał być napędzany przez dwa silniki, takie same zastosowano w innym śmigłowcu Mila, Mi-26. 
Projekt nie doczekał się realizacji i żadnego śmigłowca Mi-32 nie zbudowano.